# Astore Pittana
Astore Pittana (Trieste, 1912 – Milano, 1º agosto 2010) è stato un trombettista e compositore italiano.

## Biografia
Inizia lo studio della tromba ad otto anni, perfezionandosi al Conservatorio Giuseppe Tartini di Trieste.
All'età di sedici anni inizia ad esibirsi in locali da ballo ed alberghi, avvicinandosi al jazz; si trasferisce quindi a Milano, suonando in varie orchestre fino a diventare negli anni '30 uno dei principali esponenti del jazz milanese oltre che trombettista all'Eiar.
Dopo aver suonato con Gorni Kramer, entra nell'Orchestra Ritmo Melodica del Maestro Alberto Semprini, partecipando con essa all'incisione di molti dischi di musica leggera, e suona anche nel Quintetto del Delirio di Pippo Starnazza; nel dopoguerra continuerà quest'attività nell'Orchestra da Ballo della Taverna Ferrario diretta dal Maestro Enzo Ceragioli, con cui realizzerà alcune incisioni per vari cantanti come Carlastella, Angelo Servida e altri.
Negli anni '50 scrive un metodo didattico per tromba, intitolato Metodo della Non pressione e pubblicato dalle Messaggerie Musicali; entra poi nell'orchestra di Xavier Cugat, con cui ha l'occasione di esibirsi in tutto il mondo.
Tornato in Italia, negli anni '60 entra nell'orchestra del Maestro Armando Trovajoli, con cui partecipa all'incisione di moltissime colonne sonore.
Suona poi nell'orchestra di Pantaleon Perez Prado, e si ritira dall'attività alla fine degli anni '70.
Alla Siae risultano depositati a suo nome 36 brani musicali.